# Verschneid (Auw bei Prüm)
Verschneid ist ein Weiler des Ortsteils Wischeid der Ortsgemeinde Auw bei Prüm im Eifelkreis Bitburg-Prüm in Rheinland-Pfalz.

## Geographische Lage
Verschneid liegt rund 1,9 km nördlich des Hauptortes Auw bei Prüm unmittelbar an der Staatsgrenze zu Belgien. Der Weiler ist hauptsächlich von landwirtschaftlichen Nutzflächen sowie zwei kleinen Wäldern im Süden umgeben und liegt in leichter Tallage. Unmittelbar östlich des Weilers fließt die Auw und wenig südlich die Our. Verschneid ist der einzige deutsche Ort, der rechts der Our liegt.

## Geschichte
Zur genauen Entstehungsgeschichte des Weilers liegen keine Angaben vor. 
Verschneid gehörte im Jahre 1885 als Weiler von Laudesfeld zur Bürgermeisterei Auw im Kreis Prüm. Der Weiler wurde damals von 70 Menschen bewohnt.

## Kultur und Sehenswürdigkeiten

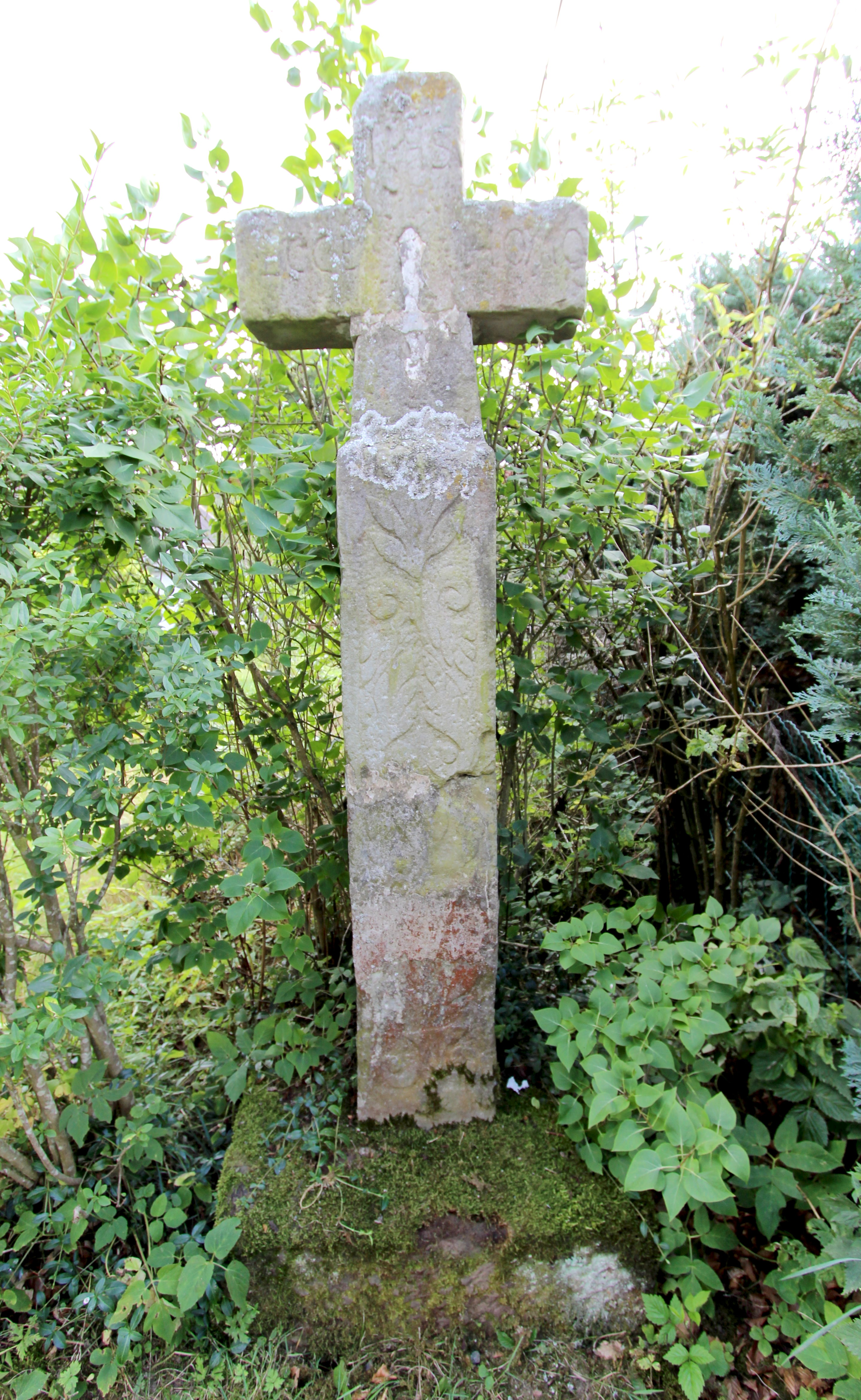
Wegekreuz von 1631

### Wegekreuze
Im Weiler Verschneid befinden sich insgesamt drei Wegekreuze. Eines davon ist als Kulturdenkmal ausgewiesen. Es handelt sich um ein Schaftkreuz mit eingearbeitetem Relief aus Blattwerk. Der Schaft selbst trägt zudem ein Abschlusskreuz mit der Inschrift ECCE HOMO und einem darüber eingearbeiteten IHS-Zeichen. Die Rückseite des Kreuzes trägt den Namen des Erbauers und die Bezeichnung 1631.

### Naherholung
Rund um die Gemeinde Auw bei Prüm wurden diverse Wanderwege eingerichtet. Die Wanderwege verfolgen unterschiedliche Schwerpunkte: Eifel und Ardennen, Oberes Ourtal, Moore-Pfade, Schneifel und Schwarzer Mann, Fennbahn-Radweg, vier Themenwanderungen und den Grenzwanderweg. Letzterer führt auf rund 40 km, unter anderem auch durch Verschneid, entlang der deutsch-belgischen Grenze und ist vor allem für Touristen interessant.

## Wirtschaft und Infrastruktur

### Unternehmen
In Verschneid sind ein Blumengeschäft, ein Möbelgeschäft sowie ein landwirtschaftlicher Nutzbetrieb ansässig.

### Verkehr
Es existiert eine regelmäßige Busverbindung.
Verschneid ist durch die Kreisstraße 160 erschlossen. Diese endet unmittelbar im Weiler.